# Enveloppe écologique
 (juin 2009).
Si vous disposez d'ouvrages ou d'articles de référence ou si vous connaissez des sites web de qualité traitant du thème abordé ici, merci de compléter l'article en donnant les références utiles à sa vérifiabilité et en les liant à la section « Notes et références ».
L'enveloppe écologique est un concept récent utilisé en écologie.
L'enveloppe écologique d'une espèce (ou éventuellement d'un groupe d'espèces symbiotes ou en fortes relations d'interdépendance, ou d'une guilde d'espèces) décrit la somme des conditions de milieu (habitat, altitude, climat, etc.) nécessaires et suffisantes à la vie de cette espèce (ou de ce groupe fonctionnel d'espèces).
Cette enveloppe peut être représentée sous forme d'un graphique pour un ou plusieurs paramètres jugés déterminants pour l'espèce.
C'est un concept proche de celui de la niche écologique.